# Accesso ShoWare Center
Das accesso ShoWare Center ist eine Multifunktionsarena in der US-amerikanischen Stadt Kent im Bundesstaat Washington. Der Eigentümer der Arena ist die Gemeinde Kent. Seinen ersten Namen Kent Event Center trug die Arena nur während der Planungs- und Bauphase, da der Rechteinhaber noch vor der Eröffnung Konkurs anmelden musste.

## Kapazität
Die Kapazität der Arena schwankt in Abhängigkeit von der Art der Veranstaltung zwischen 2.500 und 7.300 Plätzen.